# Andrew McMahon
Andrew Ross McMahon (* 3. September 1982 in Concord, Massachusetts) ist ein US-amerikanischer Sänger und Songwriter. Er ist der Leadsänger, Pianist und Songwriter der Band Something Corporate und arbeitete auch mit einer weiteren eigenen Band namens Jack’s Mannequin, die sich 2012 auflöste.

## Leben
Andrew Ross McMahon wurde am 3. September 1982 in Concord, Massachusetts geboren und spielt seit seinem achten Lebensjahr Piano.
1991 zog seine Familie nach Bexley, Ohio, wo er die Cassingham Elementary School besuchte und zu einer örtlichen Legende wurde, als er Klavierstücke solo vorspielte, bevor er überhaupt Noten lesen konnte. Nachdem er nach Orange County, Kalifornien gezogen war, gründete er 1997 seine erste Band namens Left Here gemeinsam mit seinen High-School-Freunden und späteren Something Corporate-Mitgliedern Kevin Page (Bass) und Brian Ireland (Schlagzeug).
Obwohl die Band einen lokalen Bandwettbewerb gewann, löste sie sich bald auf. McMahon nahm mit der Hilfe einiger Freunde, darunter Gitarrist Josh Partington, eine selbstbetitelte CD mit vier Tracks auf. 1998 gründeten McMahon, Page, Ireland, Partington und der Gitarrist Reuben Hernandez (später durch William Tell ersetzt) die Piano-Rock-Band Something Corporate.
Im Jahr 2005 wurde Andrew McMahon Leukämie diagnostiziert, welche er jedoch nach langem Kampf besiegen konnte und nun wieder vollständig genesen ist. Während dieser Phase seines Lebens gründete er die Wohltätigkeitsorganisation mit dem Namen Dear Jack Foundation, welche primär Kinder unterstützt, denen Leukämie diagnostiziert wurde.

## Something Corporate
Für nähere Informationen zu diesem Thema, siehe Something Corporate.
Mit McMahon als Anführer nahmen Something Corporate 2000 ihr Demoalbum Ready... Break mit 10 Songs auf. Dieses brachte ihnen einen Plattenvertrag beim Indie-Plattenlabel Drive-Thru Records ein. 2001 brachte die Band unter diesem Label weltweit ihre erste EP Audioboxer heraus. McMahons Gesang, sein Songwriting und insbesondere sein Klavierspiel brachten der CD gute Kritiken ein und machten die MCA (heute Geffen) auf die Band aufmerksam. Aufgrund eines Vertrages zwischen den beiden Plattenlabels konnte MCA die Band unter Vertrag nehmen und so das zweite Album Leaving Through the Window im Mai 2002 herausbringen.
Die Band ging auf Tournee in den USA, um das Album zu promoten. Außerdem waren sie als Supportact von New Found Glory auf deren Europa-Tournee zu sehen.